# Villa Tunari
Villa Tunari ist eine Landstadt im Departamento Cochabamba im südamerikanischen Anden-Staat Bolivien.

## Lage im Nahraum
Villa Tunari ist der zentrale Ort des Municipios Villa Tunari in der Provinz Chapare. Die Stadt liegt am Zusammenfluss von Río Espíritu Santo und Río San Mateo zum Río Chapare auf einer Höhe von 310 m am Fuß der östlichen Anden-Ketten zwischen den Großstädten Cochabamba und Santa Cruz.

## Geographie
Villa Tunari liegt im bolivianischen Tiefland am Nordrand der Cordillera Oriental. Das Klima ist tropisch mit einem ausgeprägten Tageszeitenklima.
Die jährliche Durchschnittstemperatur im langjährigen Mittel liegt bei knapp 27 °C, die Monatstemperaturen liegen zwischen gut 23 °C im Juli und knapp 29 °C im Dezember und Januar. Der Jahresniederschlag mit 2.300 mm weist eine deutliche Regenzeit von Oktober bis April auf, mit Monatsniederschlägen zwischen 160 und 380 mm.

## Sport
In Villa Tunari wurde 2018 das Trainings- und Leistungssportzentrum Centro de Entrenamiento y Formación Deportiva (CEFED) eröffnet, das neben einem Fußballstadion mit umlaufender Zuschauertribüne auch über ein olympisches Schwimmbecken, ein Leichtathletikstadion, Tennisplätze und weitere Wettkampfeinrichtungen verfügt. Außerdem können in zugehörigen Unterkünften 500 Personen untergebracht werden. Die Einrichtungen werden regelmäßig für sportliche Veranstaltungen genutzt, von departamentalen und nationalen Schülerwettkämpfen (Juegos Deportivos Estudiantiles Plurinacionales) bis hin zu Freundschaftsspielen der Fußballnationalmannschaft. Das Zentrum deckt die tropische Region ab.

## Verkehrsnetz
Villa Tunari liegt in einer Entfernung von 161 Straßenkilometern nordöstlich von Cochabamba, der Hauptstadt des Departamentos.
Durch Villa Tunari führt die 1657 Kilometer lange Nationalstraße Ruta 4, die das Land von Westen nach Osten durchquert. Sie führt von Tambo Quemado an der chilenischen Grenze über Cochabamba und Sacaba nach Villa Tunari und weiter über Santa Cruz nach Puerto Suárez an der brasilianischen Grenze. Die Straße ist über die Strecke von 913 km von Tambo Quemado über Santa Cruz bis Pailón asphaltiert und hat dann eine unbefestigte Oberfläche.
Am 23. Dezember 2003 starben 50 Einwohner der Stadt, als der Río Chapare über die Ufer trat, die Verbindungsbrücke über den Chapare bei Villa Tunari zerstörte und weite Landstriche der Provinz überschwemmte.

## Bevölkerung
Die Einwohnerzahl der Ortschaft ist in den vergangenen beiden Jahrzehnten auf etwa das Doppelte angestiegen:
| Jahr | Einwohner | Quelle       |
| ---- | --------- | ------------ |
| 1992 | 1597      | Volkszählung |
| 2001 | 2510      | Volkszählung |
| 2012 | 3210      | Volkszählung |
| 2024 |           | Volkszählung |

Die Region weist einen deutlichen Anteil an Quechua-Bevölkerung auf, im Municipio Villa Tunari sprechen 83,5 Prozent der Bevölkerung Quechua.